# Amazon Fire
O Fire (anteriormente chamado de Kindle Fire) é um modelo de tablet vendido pela Amazon. Construído pela Quanta Computer, o Fire foi lançado em novembro de 2011, com 7 polegadas multi-touch de exibição com IPS tecnologia e executando uma versão personalizada do Android chamado Fire OS. O Fire HD seguido em setembro de 2012, e o Fire HDX em setembro de 2013.